# Ratpenat pilós de Jagor
El ratpenat pilós de Jagor (Phoniscus jagorii) és una espècie de ratpenat de la família dels vespertiliònids que es troba a Indonèsia, Laos, Malàisia i les Filipines.